# هیل‌کرست، شهرستان راکلند، نیویورک
هیل‌کرست (به انگلیسی: Hillcrest) یک منطقهٔ مسکونی در ایالات متحده آمریکا است که در شهرستان راکلند، نیویورک واقع شده‌است. هیل‌کرست ۳٫۳ کیلومتر مربع مساحت و ۷٬۵۵۸ نفر جمعیت دارد و ۱۵۶ متر بالاتر از سطح دریا واقع شده‌است.